# パトリシア・フィールド
パトリシア・フィールド（Patricia Field、1942年 - ）は、アメリカ合衆国の衣裳デザイナー、スタイリストである。ニューヨーク出身のギリシャおよびアルメニア系アメリカ人。

## プロフィール
1995年の『マイアミ・ラプソディー』の撮影時にサラ・ジェシカ・パーカーに出会い、3年後にパーカー主演のテレビドラマシリーズ『セックス・アンド・ザ・シティ』の衣裳を担当。その豪華で斬新な衣裳により一躍有名となり、2002年にはエミー賞も受賞している。
ニューヨークに自分のブティックを持っており、同じくニューヨークを舞台にした映画『プラダを着た悪魔』でもその衣裳が高い評価を受け、2007年のアカデミー賞で衣裳デザイン賞にノミネートされた。
2008年にヘアケアブランド「ヴィダルサスーン」にて安室奈美恵、オーランド・ピタとのコラボレーションをしている。また、2008年12月には、アメリカン・エキスプレスとのコラボレーションにより、スタイリング･アイデアを表現する世界初のファッションショーを東京で行った。

## 主な作品
- マイアミ・ラプソディー Miami Rhapsody (1995)
- スピン・シティ Spin City (1998-1999)
- セックス・アンド・ザ・シティ Sex and the City (1998-2004)
- プラダを着た悪魔 The Devil Wears Prada (2006)
- セックス・アンド・ザ・シティ (映画) Sex and the City (2008)

## 受賞とノミネート

### アカデミー賞
| 年     | ノミネート対象   | 賞             | 結果       |
| ------ | ---------------- | -------------- | ---------- |
| 2009年 | プラダを着た悪魔 | 衣装デザイン賞 | ノミネート |

### 英国アカデミー賞
| 年     | ノミネート対象   | 賞             | 結果       |
| ------ | ---------------- | -------------- | ---------- |
| 2006年 | プラダを着た悪魔 | 衣装デザイン賞 | ノミネート |

### 衣装デザイナー組合賞
| 年     | ノミネート対象               | 賞                             | 結果       |
| ------ | ---------------------------- | ------------------------------ | ---------- |
| 2000年 | セックス・アンド・ザ・シティ | コンテンポラリーTVシリーズ部門 | 受賞       |
| 2001年 | セックス・アンド・ザ・シティ | コンテンポラリーTVシリーズ部門 | 受賞       |
| 2002年 | セックス・アンド・ザ・シティ | コンテンポラリーTVシリーズ部門 | ノミネート |
| 2003年 | セックス・アンド・ザ・シティ | コンテンポラリーTVシリーズ部門 | ノミネート |
| 2004年 | セックス・アンド・ザ・シティ | コンテンポラリーTVシリーズ部門 | 受賞       |
| 2005年 | セックス・アンド・ザ・シティ | コンテンポラリーTVシリーズ部門 | 受賞       |
| 2007年 | プラダを着た悪魔             | コンテンポラリー映画部門       | ノミネート |
| 2009年 | アグリー・ベティ             | コンテンポラリーTVシリーズ部門 | 受賞       |
| 2010年 | アグリー・ベティ             | コンテンポラリーTVシリーズ部門 | ノミネート |

### エミー賞
| 年     | ノミネート対象               | 賞                             | 結果       |
| ------ | ---------------------------- | ------------------------------ | ---------- |
| 1990年 | Mother Goose Rock 'n' Rhyme  | 衣装賞 バラエティ/音楽番組部門 | 受賞       |
| 2000年 | セックス・アンド・ザ・シティ | 衣装賞 シリーズ部門            | ノミネート |
| 2001年 | セックス・アンド・ザ・シティ | 衣装賞 シリーズ部門            | ノミネート |
| 2002年 | セックス・アンド・ザ・シティ | 衣装賞 シリーズ部門            | 受賞       |
| 2003年 | セックス・アンド・ザ・シティ | 衣装賞 シリーズ部門            | ノミネート |
| 2004年 | セックス・アンド・ザ・シティ | 衣装賞 シリーズ部門            | ノミネート |
| 2009年 | アグリー・ベティ             | 衣装賞 シリーズ部門            | ノミネート |

### サテライト賞
| 年     | ノミネート対象   | 賞                 | 結果 |
| ------ | ---------------- | ------------------ | ---- |
| 2006年 | プラダを着た悪魔 | 優秀衣装デザイン賞 | 受賞 |